# Маргитсигет
Маргитсигет (мађ. Margitsziget) је острво у Будимпешти на Дунаву које је део XIII дистрикта. Налази се између Будима и Пеште. Дужина острва је 2,5 km.
На острву се налазе многи паркови, и популарни центри за рекреацију. Острво се налази између два моста Маргитиног (на југу) и Арпадовог (на северу).
Најпознатији објекти на острву су:
- Споменик „века“, обележеава сто година од уједињења Будима и Пеште;
- Мала јапанска башта са термалним рибњаком;
- Мали зоо-врт са егзотичним водопадима;
- „Музичка фонтана“, фонтана где класична музика свира уз светлосне ефекте;
- Октагонални водени торањ висок 57 m (изграђен у уметничком стилу Модерне 1911. године, данас служи као кула за разгледање);

Музичка фонтана и Водени торањ су под заштитом Унеска.
На острву се налазе и многобројни спортски објекти. Водени парк Палатинуш (највећи базени на отвореном у Будимпешти), Алфред Хајошов спортски базен (где је одржано Европско првенство у пливању 2006 и Европско првенство у ватерполу 2014.), тениски терен и атлетички центар.

## Галерија
- Водени торањ
- Споменик „века“
- Музичка фонтана
- Маргитино острво и Маргитин мост